# Битва при Гімері (311 р. до н. е.)
Битва при Гімері — битва у 311 р. до н. е. на острові Сицилія між карфагенянами та військом сиракузького тирана Агафокла.
У 311 р. до н. е. виникла війна між тираном Сиракуз Агафоклом, котрий намагався підкорити собі острів, та рядом інших грецьких міст Сицилії, підтриманих карфагенянами. Для протидії сиракузькому володарю з Карфагену спрямували невелике підкріплення під командуванням Гамількара, котре включало 10 тисяч лівійців (відомих своєю кіннотою) та 1 тисячу славнозвісних балеарських пращників. Хоча під час переправи внаслідок бурі більшість кораблів загинула, проте частину сил все-таки вдалось доправити на острів. Тут Гамількар приєднав до них сицилійських союзників (проти Агафокла, зокрема, боролось велике місто Акрагант та численні сиракузькі вигнанці), провів набір найманців та узяв під командування карфагенське військо, котре вже перебувало на Сицилії та стояло між Акрагантом і підконтрольною Агафоклу Гелою, в укріпленому таборі на пагорбі Екном. Як наслідок, під началом Гамількара зібралось 40 тисяч піхотинців та 5 тисяч вершників. 
Агафокл розташував своє військо на протилежній стороні річки Гімера. Довгий час обидві сторони ухилялись від битви, не наважуючись перетнути річку (по суті, повторювалась ситуація минулого року, коли сиракузький тиран також підходив до Екному, проте карфагеняни відмовились стати до бою). Лівійці здійснювали набіги на землі Агафокла, а сам він розорював території ворогів. В якийсь момент карфагеняни послали зі свого табору воїнів, котрі мали перешкодити викраденню худоби. Агафокл на такий випадок тримав біля річки у засідці загін, котрий напав на переслідувачів та легко переміг їх.
Побачивши втікаючих карфагенян, Агафокл повів всю свою армію на ворожий табір та, допоки вороги не опам'ятались, зміг засипати частину рова, зруйнувати частокіл і увірватись всередину. Карфагеняни чинили безладний опір, а кількість греків у таборі постійно збільшувалась. Втім, Гамількар зорієнтувався та рушив до бою балеарських пращників. Злива важкого каміння пошкоджувала захисні обладунки, багато атакуючих було вбито та поранено і в підсумку сиракузяни покинули ворожу стоянку.
Тоді Агафокл продовжив атаку на кількох інших пунктах, так що табір знов потрапив під загрозу. Але в цей час на берег раптово висадилось підкріплення для карфагенського війська. Атаковані з неочікуваної сторони, загони сиракузького тирана швидко кинулись до втечі — частково до свого табору, частково по долині Гімери. Лівійська кіннота переслідувала втікачів біля 7 км та перебила багатьох з них. Оскільки події відбувались посеред спекотного дня, багато воїнів Агафокла загинули від зневоднення (вода у Гімері відома своєю природною солоністю, звідки й походить сучасна назва річки — Сальсо). Всього в битві загинуло 7 тисяч греків та лише 500 карфагенян.  
Агафокл, розпустивши чутки, що повертається у Сиракузи, відступив з армією до Гели.